# Tres militiae
Als tres militiae (lateinisch, etwa „drei Kriegsdienste“) wurden in der römischen Kaiserzeit drei standardisierte Stufen in der Laufbahn eines ritterlichen Offiziers (eques) bezeichnet.
In der Zeit der römischen Republik wurden gewöhnlich die nichtrömischen Hilfstruppen, die sich also aus Angehörigen verbündeter Völker speisten, durch Angehörige des Ritterstandes befehligt. Mit dem Beginn der Kaiserzeit fand unter Kaiser Augustus die Umwandlung der traditionellen Bürgerarmee zu einem stehenden Heer statt, wobei nun auch eine feste Organisation der Hilfstruppen (auch Auxiliartruppen genannt) erfolgte. Deren Befehligung wurde zu einem wichtigen Tätigkeitsfeld für Angehörige des Ritterstandes, die daneben aber auch in den regulären Legionen Offiziersposten bekleideten. Entsprechend der klar regulierten Ämterlaufbahn der Senatoren (cursus honorum) entstanden in diesem Zusammenhang in der frühen Kaiserzeit auch feste Abfolgen für die Bekleidung von militärischen Posten im Rahmen der ritterlichen Laufbahn. Die dabei üblichen drei militärischen Positionen waren:
- praefectus cohortis: Präfekt einer Kohorte mit einer Sollgröße von 500 Mann
- tribunus militum (Militärtribun): Kommandeur in einer römischen Legion oder in einer aus römischen Bürgern bestehenden Kohorte (cohors civium romanorum)
- praefectus alae: Präfekt einer Ala (Reitereinheit mit einer Sollgröße von 500 Mann)

Kaiser Claudius ordnete Mitte des 1. Jahrhunderts n. Chr. eine erste dreischrittige Ämterfolge an, die zuerst die Position des praefectus cohortis, anschließend die Präfektur über eine Ala und schließlich das Amt eines tribunus militum umfasste. Gleichzeitig ordnete er an, dass diese Posten nur noch von Rittern bekleidet werden durften. Kurze Zeit später setzte sich in der Zeit der flavischen Dynastie die Reihenfolge praefectus cohortis – tribunus militum – praefectus alae durch. Da diese Form der Karriereleiter für die folgende Epoche verbindlich wurde, wurden die einzelnen Ämter als militia prima, militia secunda und militia tertia („erster/zweiter/dritter Kriegsdienst“) bezeichnet und die Sammelbezeichnung tres militiae kam auf. In der ersten Hälfte des 2. Jahrhunderts kam teilweise noch der Posten des praefectus alae milliariae hinzu, also des Präfekten einer Reitereinheit mit doppelter Mannschaftsstärke von 1000 Mann. Daher wurde diese Kommandantur als militia quarta bezeichnet und der Begriff quattuor militiae für die Gesamtheit der vier Offiziersränge trat neben die bisherige Bezeichnung tres militiae.
Üblich waren Amtszeiten von je etwa drei oder vier Jahren für jeden der genannten Posten. Die zuerst zu bekleideten Stellen waren in deutlich höherer Zahl vorhanden als die höheren Karrierestufen, sodass viele ritterliche Karrieren vor deren Erreichen endeten. Mit der fortschreitenden Professionalisierung des römischen Heers im Laufe der sogenannten Reichskrise des 3. Jahrhunderts wurden die aus der stadtrömischen Aristokratie stammenden Ritter auf den Offiziersposten schrittweise durch erfahrene und verdiente Soldaten verdrängt. Diese konnten die gewachsenen militärischen Herausforderungen besser bewältigen als die bisherigen Befehlshaber, die in ihren Laufbahnen in vergleichsweise rascher Folge sehr unterschiedliche Funktionen ausgeübt hatten, ohne sich auf eine davon stärker spezialisieren zu können. Diese Entwicklungen sowie die notwendig gewordene Flexibilisierung der Armee führten zum Ende der tres militiae als fester Rangfolge.